# Brooklyn Museum
Brooklyn Museum er det andetstørste kunstmuseum i New York City og blandt de største i USA. Det er beliggende i bydelen Brooklyn og har en samling bestående af over halvanden mio. objekter lige fra forhistoriske egyptiske værker til samtidskunst. Omkring 500.000 besøger museet årligt.
Museumsbygningen er 52.000 m² stor og tegnet af McKim, Mead, and White i Beaux-Arts-stil. Det blev indviet i 1897. 
Fra 1997 til 2004 hed museet Brooklyn Museum of Art. 